# The Younger Generation
The Younger Generation è un cortometraggio muto del 1913 diretto da C. Jay Williams.

## Produzione
Il film fu prodotto dalla Edison Company.

## Distribuzione
Distribuito dalla General Film Company, il film - un cortometraggio in una bobina - uscì nelle sale cinematografiche statunitensi il 1º settembre 1913. L'11 dicembre 1913, venne distribuito anche nel Regno Unito.